# John Russell Brown
John Russell Brown (* 15. September 1923 in Bristol; † 25. August 2015) war ein britischer Anglist.

## Leben
Nachdem er den Kriegsdienst bei der Royal Navy beendet hatte, erhielt er M.A. (1949) und B.Litt. (1952) an der  Universität Oxford und promovierte 1960 an der University of Birmingham. Er gründete 1963 das Department of Drama and Theatre Arts an der University of Birmingham und leitete das Department bis 1971, wobei er studentische Produktionen unterrichtete und leitete. 
Nachfolgende Universitätspositionen umfassten eine Professur für Englisch an der University of Sussex (1971–1982), eine Professur für Theaterkunst an der Stony Brook University (1982–1985) und eine Professur für Theater und Drama an der University of Michigan (1985–1997).

## Schriften (Auswahl)
- Discovering Shakespeare. A new guide to the plays. London 1981, ISBN 0-333-31633-9.
- William Shakespeare. Writing for performance. Basingstoke 1996, ISBN 0-333-63921-9.
- Free Shakespeare. London 1997, ISBN 1-55783-283-8.
- New sites for Shakespeare. Theatre, the audience and Asia. London 1999, ISBN 0-415-19449-0.